# Poieni (okręg Neamț)
Poieni – wieś w Rumunii, w okręgu Neamț, w gminie Piatra Șoimului. W 2011 roku liczyła 1231 mieszkańców.